# Commissum Nobis (Urbano VIII)
Commisum Nobis (en español, Encomendado a Nosotros) es un breve de Urbano VIII, datado el 22 de abril de 1639, en el que manda al Colector Apostólico de Portugal que prohíba , bajo pena de excomunión, la práctica de la esclavitud en Paraguay, Brasil y Río de la Plata. 

## Antecedentes
En cédula del años 1626, inserta en el derecho de Indias por Felipe IV, rey de España y Portugal, se da noticia de que en la villa de San Pablo, en le Brasil, unos portugueses habían cutivado unos indios. La Inquisición tomo parte para evitar esos abusos, finalmente Francisco Diariaño, S.J. Procurador de la Provincia del Paraguay, en un viaje a Roma, pidió al papa Urbano VIII, su intervención, que se concretó en el breve Commissum Nobis.

## Contenido
Comienza el breve recordando la universalidad del ministerio que le ha sido concedido

Commissum Nobis a Domin oSupremi Apostolatus officii ministerium postulat, ut, nullius hominis salutem a cura nostra alienam ducentes, non solum in Christi ñdeles,sed etiam in eos qui adhuc in ethnicse superstitionis tenebris
El ministerio del oficio del Supremo Apostólado uee nos ha encomendado el Señor  exige que  ningún hombre quede fuera de nuestro cuidado conduciéndolos a la salvación; no sólo a los hijos de Cristo, sino también a los que aún están sumidos en las tinieblas de la superstición étnica.

Así el afecto y cuidado del papa se extiende desde los fieles cristianos a aquellos otros que ha de procurar traerlos a le fe. Recuerda el breve que ya su predecesor Pablo III indicó que no podía privase de la libertad a los indios y prohibió, bajo pena de excomunión que se sometiesen a esclavitud, se refiere en concreto a a la carta, en forma de breve que este papa expidió el 29 de mayo de 1537. Quiere el papa Urbano que lo que allí se dice mantenga su vigencia.
Por esto, se dirige al Colector Apostólico de Portugal, pidiéndole que por sí mismo o por otros prohíba bajo pena de excomunión que se sometan a esclavitud a los indios que habitan Paraguay, Brasil y Río de la Plata. Se debe prohibir, venderlos, reducirlos a servidumbre, venderlos, comprarlo, separarlos de su mujer e hijos, despojarlos de sus bienes, deportarlos de un lugar a otro, o privarlos de cualquier modo de sus libertad.  Bajo excomunión queda también predicar, enseñar como lícito este trato a los indios, o cooperar de cualquier modo al mantenimiento de la esclavitud.